# Ефимов, Сергей Александрович
Сергей Александрович Ефимов (1899—1975) — советский деятель органов госбезопасности, комендант Ближней дачи И. В. Сталина, генерал-майор (1945).

## Биография
Родился в июле 1899 года в городе Москва в семье кладовщика. Русский. До конца 1911 года обучался в московском начальном училище. С декабря 1911 года ученик торговой конторы братьев Эрлих в Москве. С мая 1917 года служащий конторы Вермель в Москве. С сентября 1918 года безработный.
С ноября 1918 года служит в РККА: красноармеец, переписчик, адъютант 39-го Рабочего интернационального инженерного полка Хамовнического района, адъютант батальона связи 52-й стрелковой дивизии на Западном и Южном фронтах.
С 1922 года по 1930 год: сотрудник, старший по группе оперотдела ОГПУ СССР.
С 1930 года по 1935 год: помощник оперуполномоченного 3 -го, 4-го и 5-го отделений, уполномоченный 4-го отделения оперотдела ОГПУ-НКВД СССР.
С 1935 года по 1936 год: комендант дачи, оперуполномоченный 4-го отделения оперотдела ГУГБ НКВД СССР.
С 1936 года по 1938 год: сотрудник для особых поручений особой группы 1-го отдела ГУГБ НКВД СССР.
С 1938 года по май 1943 года заместитель начальника 1-го отделения 1-го отдела НКВД СССР. Член ВКП(б) с 1938 года..
С мая 1943 года по апрель 1946 года начальник 5-го отделения 1-го отдела 6-го управления НКГБ-МГБ СССР.
С апреля 1946 года по февраль 1947 года начальник отделения 1-го отдела управления охраны № 2 МГБ СССР.
С февраля 1947 года по апрель 1948 года заместитель начальника управления охраны № 1 ГУО МГБ СССР.
С апреля 1948 года по ноябрь 1949 года начальник хозяйственной части 5-й комендатуры управления охраны № 1 ГУО МГБ СССР.
С ноября 1949 года по май 1952 года заместитель начальника 1-го отдела ХОЗУ ГУО МГБ СССР, затем в распоряжении управления кадров МГБ СССР.
31 мая 1952 года уволен по болезни.
После отставки работал начальником административно-хозяйственного отдела треста «Сахстрой».
Умер в ноябре 1975 года в Москве.

### Звания
- 07.08.1937, старший лейтенант государственной безопасности[1];
- 26.04.1938, капитан государственной безопасности[1];
- 22.03.1940 майор государственной безопасности[1];
- 14.02.1943, полковник государственной безопасности[1];
- 28.03.1944, комиссар государственной безопасности[1];
- 09.07.1945, генерал-майор. Лишен звания генерал-майора 23.11.1954 Пост. СМ СССР № 2349-1118сс «как дискредитировавший себя за время работы в органах госбезопасности и недостойный в связи с этим высокого звания генерала»[1].

### Награды
- орден Ленина (21.02.1945)[1];
- три ордена Красного Знамени (20.09.1943, 03.11.1944, 25.07.1949)[1];
- два ордена Отечественной войны 1 степени (24.02.1945 — за обеспечение охраны и обслуживание Крымской конференции, 16.09.1945 — за обеспечение охраны и обслуживание Потсдамской конференции)[1];
- орден Красной Звезды (28.08.1937)[1];
- орден «Знак Почета» (26.04.1940)[1];
- медали СССР[1].